# 조지프 굴든
조지프 C. 굴든(영어: Joseph C. Goulden, 1934년~)은 미국의 작가, 기자이다. 미 육군의 출신인 그는 이후 정치 기자로 활동했다.